# Норт Олмстед (Охајо)
Норт Олмстед (енгл. North Olmsted) град је у америчкој савезној држави Охајо.

## Демографија
По попису из 2010. године број становника је 32.718, што је 1.395 (-4,1%) становника мање него 2000. године.
| Група             | 2000.          | 2010.          |
| Белци             | 31.666 (92,8%) | 29.568 (90,4%) |
| Афроамериканци    | 346 (1,0%)     | 642 (2,0%)     |
| Азијати           | 936 (2,7%)     | 879 (2,7%)     |
| Хиспаноамериканци | 575 (1,7%)     | 1.136 (3,5%)   |
| Укупно            | 34.113         | 32.718         |